# Лаше
Лаше (гал. Laxe, ісп. Lage) — муніципалітет в Іспанії, у складі автономної спільноти Галісія, у провінції Ла-Корунья. Населення — 3413 осіб (2009).

## Географія
Муніципалітет розташований на відстані близько 539 км на північний захід від Мадрида, 52 км на захід від Ла-Коруньї.

## Демографія
Динаміка населення (INE ):

## Парафії
- Lage (Santa María)
- Nande (San Simón)
- Sarces (San Amedio)
- Serantes (Santa María)
- Soesto (Santo Estevo)
- Траба

## Галерея зображень

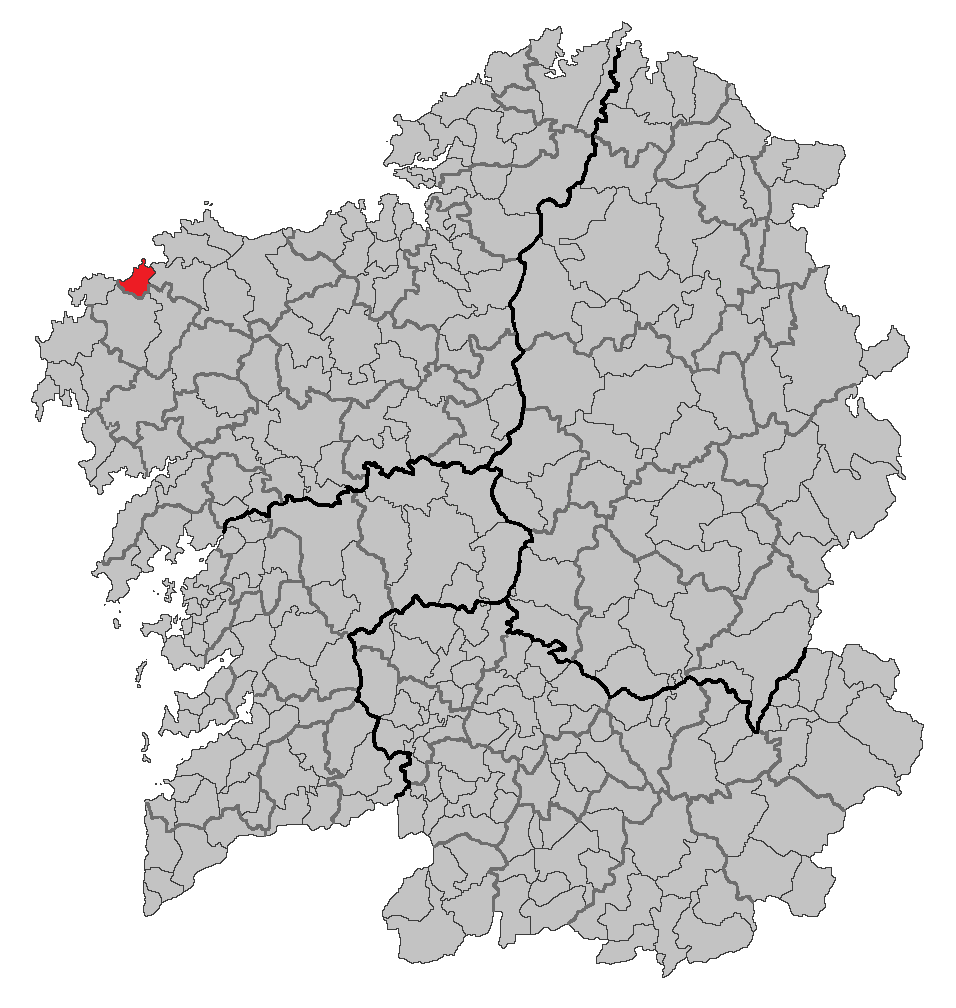
Розташування муніципалітету